# إدوارد ستافورد
إدوارد ستافورد (بالإنجليزية: Edward Stafford, 3rd Duke of Buckingham)‏ (3 فبراير 1478 - 17 مايو 1521) نبيل إنجليزي، وهو الدوق الثالث لباكينغهام. إدوارد ستافورد ابن هنري ستافورد الدوق الثاني لباكينغهام وكاثرين وودفيل ابنة ريتشارد وودفيل الإيرل الأول لريفرز، وشقيقة زوجة الملك إدوارد الرابع ملك إنجلترا.

## نشأته
ولد ستافورد في قلعة بريكنوك في ويلز. أعدم والده - المتورط في مقتل أميري البرج - لتمرده ضد الملك ريتشارد الثالث ملك إنجلترا في عام 1483، عندما كان إدوارد في الخامسة من عمره. وبعد عامين، عندما اعتلى الملك هنري السابع ملك إنجلترا العرش منحت أراضي دوق باكينغهام لوالدة الملك مارغريت بوفورت.
في ديسمبر 1489، زوجه هنري السابع ملك إنجلترا لإليانور بيرسي الابنة الكبرى لهنري بيرسي الإيرل الرابع لنورثمبرلاند وأنجبا أربعة أبناء :
1. ماري (ولدت في عام 1494 تقريبًا)، والتي تزوجت من جورج نيفيل البارون الخامس لبيرغافني، وأم ماري نيفيل بارونة دارسي.
2. إليزابيث هوارد دوقة نورفولك (1497 – 30 نوفمبر 1558)، والتي تزوجت توماس هوارد الدوق الثالث لنورفولك.
3. كاثرين (1499 – 14 مايو 1555)، التي تزوجت رالف نيفيل الإيرل الرابع لويستمورلاند.
4. هنري ستافورد البارون الأول لستافورد (18 سبتمبر 1501 – 30 أبريل 1563).

ويقال أن لإدوارد ابنين غير شرعيين :
1. مارغريت (1511 – 25 مايو 1537)، والتي تقول بعض المصادر أنها تزوجت أولا من ويليام شيني ثم لجون بولمر.[1] والبعض الآخر يقول أنها تزوجت توماس فيتزجيرالد ابن جيرالد فيتزجيرالد الإيرل التاسع لكيلدار.
2. هنري

في عام 1508، سمح لإدوارد بأن يبني قلعته، إلا أنها لم تكتمل لإعدامه. وفي عام 1511، منحه الملك هنري الثامن ملك إنجلترا 1000 آكر.

## في البلاط الملكي
في عام 1514، عينه هنري الثامن قائدًا أعلى للشرطة في إنجلترا.
ساءت علاقة إدوارد مع الملك عام 1510، بعدما علم بوجود علاقة بين الملك وشقيقته آن زوجة جورج هاستنجز الإيرل الأول لهانتنجدون. وهناك أقاويل بأن العلاقة استمرت حتى عام 1513.

## الإعدام
كانت قرابة إدوارد من هنري الثامن مثار قلق الملك. وخلال عام 1520، اتهم إدوارد بالخيانة، واستجوب الملك بنفسه الشهود، وثبت له خيانته. سجن إدوارد في برج لندن في أبريل 1521، وأعدم في 17 مايو.

## في الدراما
- مثل تشارلز دانس دور إدوارد ستافورد عام 2003، في الدراما ذات الجزئين «هنري الثامن» التي لعب بطولتها راي وينستون وهيلينا بونهام كارتر. كان الدور صغير وقتل بعد 15 دقيقة من البداية.
- لعب ستيفين وادينجتون دوره في الحلقتين الأوليين من الجزء الأول من المسلسل التلفزيوني أسرة تيودودر.
- كما جعل ويليام شكسبير لشخصية إدوارد ستافورد دورًا في مسرحيته هنري الثامن.